# Bedellia
Famille
Genre
Bedellia est un genre de lépidoptères de la super-famille des Yponomeutoidea, le seul de la famille des Bedelliidae.

## Liste des espèces
Selon Catalogue of Life (1 novembre 2018) :
- Bedellia annuligera Meyrick, 1928
- Bedellia autoconis Meyrick, 1930
- Bedellia boehmeriella Swezey, 1912
- Bedellia cathareuta Meyrick, 1911
- Bedellia ehikella Szöcs, 1967
- Bedellia enthrypta Meyrick, 1928
- Bedellia ipomoella Inoue & al., 1982
- Bedellia luridella Müller-Rutz, 1922
- Bedellia minor Busck, 1900
- Bedellia ophismeniella Swezey, 1912
- Bedellia orchilella Walsingham, 1907
- Bedellia psamminella Meyrick, 1889
- Bedellia silvicolella Klimesch, 1968
- Bedellia somnulentella Zeller, 1847
- Bedellia spectrodes Meyrick, 1931
- Bedellia struthionella Walsingham, 1907
- Bedellia terenodes Meyrick, 1915
- Bedellia yasumatsui Kuroko, 1972